# Pfarrkirche Hopfgarten in Defereggen

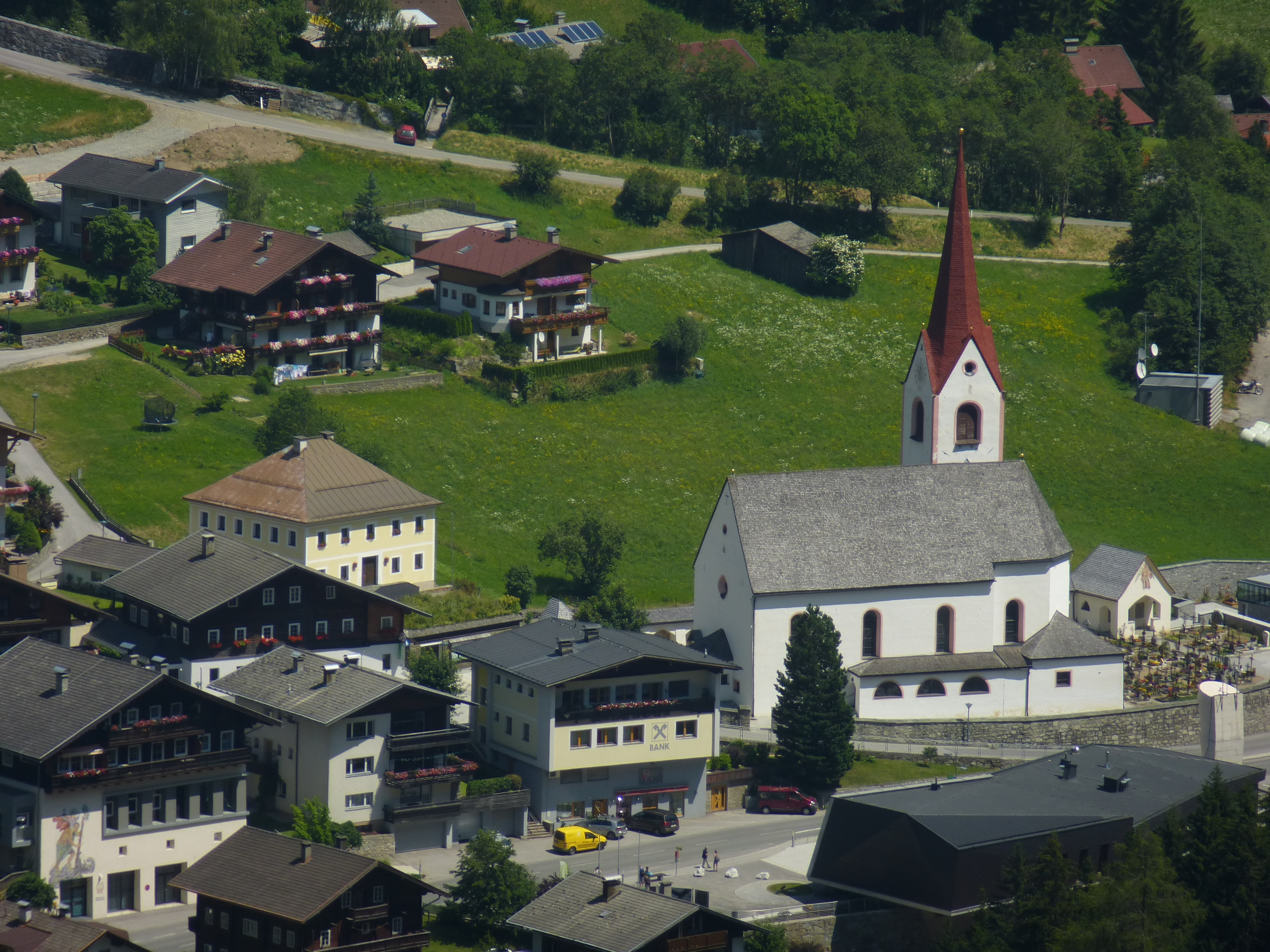
Katholische Pfarrkirche hl. Johannes Nepomuk in Hopfgarten in Defereggen

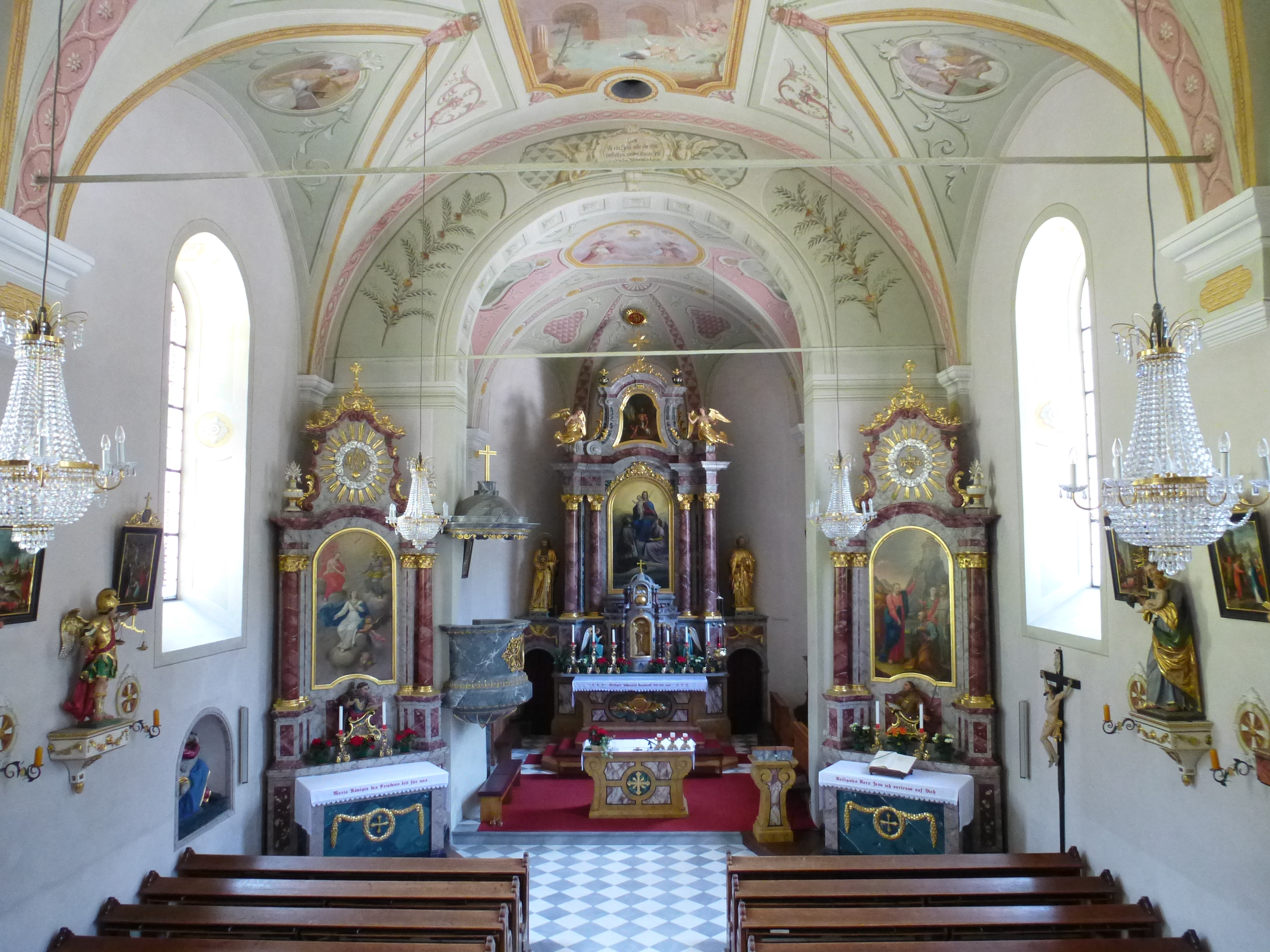
Langhaus, Blick zum Chor

Die römisch-katholische Pfarrkirche Hopfgarten in Defereggen steht an einem ansteigenden Gelände inmitten des Dorfes Hopfgarten in der Gemeinde Hopfgarten in Defereggen im vorderen Defereggental im Bezirk Lienz im Bundesland Tirol. Die dem Patrozinium hl. Johannes Nepomuk unterstellte Pfarrkirche gehört zum Dekanat Matrei in Osttirol in der Diözese Innsbruck. Die Kirche steht unter Denkmalschutz (Listeneintrag).

## Geschichte
1699 wurde eine Dreifaltigkeitskapelle genannt. Der heutige Kirchenbau wurde 1756 begonnen und 1798 geweiht. 1826 war eine Innenrenovierung. Die Kirche wurde 1891 zur Pfarrkirche erhoben.

## Architektur
Der einfache barocke Kirchenbau mit einem Nordturm ist von einem Friedhof mit einer Umfassungsmauer umgeben.
Das Kirchenäußere zeigt ein wenig gegliedertes Langhaus und einem steilen abgewalmten Satteldach. Der leicht abgesetzte polygonale Chor hat süd- und ostseitig niedrige Zubauten bis zum nordseitigen Turm, südseitig mit Lunettenfenster, ostseitig mit Viereckfenstern. Über dem Westportal der Hauptfront befindet sich ein geschlossenes Vierpassfenster mit der Jahresangabe 1756, die Vorhalle hat einen korbbogenartigen Eingang. Der Turm nordseitig am Chor hat rundbogige Schallfenster und trägt einen achtseitigen Spitzhelm.
Das Kircheninnere zeigt ein einschiffiges dreijochiges Langhaus mit gemalten Pilastern mit Stuckkapitellen unter einem Tonnengewölbe mit Stichkappen. Die Doppelempore hat geschwungene Brüstungen. Der rundbogige Triumphbogen trägt eine Memento-mori-Uhr. Der eingezogene Chor hat einen Fünfachtelschluss. 
Die Gewölbemalereien schufen 1826 Christoph Brandstätter der Ältere und Christoph Brandstätter der Jüngere, sie wurden 1903 von Josef Köchler renoviert, sie zeigen im Chor die Verehrung des Allerheiligsten durch Engel, seitlich das Opfer Abrahams und des Moses, im Langhaus das Martyrium und die Verurteilung des hl. Johannes Nepomuk, hl. Cäcilia mit einer alten Ansicht der Kirche von Hopfgarten und seitlich Medaillons mit Kirchenvätern und die Heiligen Virgil und Rupert und an der Triumphbogenwand Medaillons mit Evangelistensymbolen. Die Rundbogenfenster mit Heiligendarstellungen schuf die Tiroler Glasmalerei im Anfang des 20. Jahrhunderts.

## Ausstattung
Der Hochaltar vom Tischer Josef Stauder (1850/1855) mit einem Säulenaufbau und geschwungenem Aufsatz und Engelsfiguren hat Opferungsportale mit den Statuen Peter und Paul, er zeigt das Hochaltarbild hl. Johannes Nepomuk als Fürsprecher bei Maria, gemalt von Kaspar Jele 1855, und im Aufsatz das Bild hl. Johannes des Täufers aus dem 18. Jahrhundert.
Die Seitenaltäre aus der Mitte des 19. Jahrhunderts zeigen links das Bild Krönung Mariens und rechts das Bild Schlüsselübergabe an Petrus. Die Empire-Kanzel entstand in der ersten Hälfte des 19. Jahrhunderts.
Die Orgel baute Balthasar Maßl (1852), sie wurde 1937 von Karl Reinischs Erben erweitert.